# Mtonia
Mtonia là một chi thực vật có hoa trong họ Cúc (Asteraceae).

## Loài
Chi Mtonia gồm các loài: